# Episodi di Aqua Teen Hunger Force (quinta stagione)
La quinta stagione della serie animata Aqua Teen Hunger Force, composta da 9 episodi, è stata trasmessa negli Stati Uniti, da Adult Swim, dal 20 gennaio al 23 marzo 2008.
La stagione è la prima della serie ad essere trasmessa in formato 16:9. Nel 2007 è stato prodotto e completato un episodio integrale intitolato Boston, dedicato all'allarme bomba di Boston, che doveva servire come primo episodio della quinta stagione. L'allarme bomba di Boston si verificò il 31 gennaio 2007, quando vari display a LED somiglianti ai personaggi Ignignokt e Err di Aqua Teen Hunger Force furono collocati in varie località di Boston, nel Massachusetts, e scambiati per dispositivi esplosivi. Successivamente, l'intera città fu chiusa per motivi di sicurezza, il manager della Cartoon Network, Jim Samples, si dimise e la società madre della rete Turner Broadcasting System pagò danni per 2 milioni di dollari. Adult Swim fu costretta dal dipartimento legale di Turner Broadcasting a cancellare completamente l'episodio.
L'episodio Bible Fruit ha generato una serie spin-off intitolata Soul Quest Overdrive, dove i frutti antropomorfi Bert Banana, Mortimer Mango e Tammy Tangerine sono stati rappresentati come delle attrezzature sportive, con l'aggiunta di un altro personaggio chiamato Mick.
I primi tre episodi, Robots Everywhere, Sirens e Couples Skate, sono vagamente collegati tra loro. In questi episodi, gli Aqua Teen vengono portati via nel Deserto del Mojave e imbozzolati da dei ragni militari per mano di Markula, il loro padrone di casa. Carl cerca quindi di vendere la loro casa a due hipster, tuttavia viene occupata momentaneamente da un gruppo di robot. Più tardi viene invece impegnata da un enorme mostro di nome Paul.
In Italia la stagione è inedita.
| nº | Titolo originale  | Prima TV USA     |
| -- | ----------------- | ---------------- |
| 1  | Robots Everywhere | 20 gennaio 2008  |
| 2  | Sirens            | 27 gennaio 2008  |
| 3  | Couples Skate     | 3 febbraio 2008  |
| 4  | Reedickyoulus     | 10 febbraio 2008 |
| 5  | Hoppy Bunny       | 17 febbraio 2008 |
| 6  | Laser Lenses      | 2 marzo 2008     |
| 7  | Dummy Love        | 9 marzo 2008     |
| 8  | The Marines       | 16 marzo 2008    |
| 9  | Bible Fruit       | 23 marzo 2008    |

## Robots Everywhere
- Diretto da: Dave Willis e Matt Maiellaro
- Scritto da: Dave Willis e Matt Maiellaro

### Trama
Gli Aqua Teen vengono rapiti da demoni e avvolti da ragni militari nel deserto del Mojave, orchestrati dal loro padrone Markula. Nel frattempo, Carl cerca di vendere la loro casa ai robot. I robot si rivelano essere dei terribili vicini per Carl, specialmente quando cercano di ucciderlo.
- Guest star: Fred Armisen (marito robot), Rachel Dratch (moglie robot), Vishal Roney (se stesso), Diviya Roney (se stessa), Sam Harrigan (robot), Molly Harrigan (robot), Sadie Willis (robot), Max Willis (robot).

## Sirens
- Diretto da: Dave Willis e Matt Maiellaro
- Scritto da: Dave Willis e Matt Maiellaro

### Trama
Un trio di sirene (Chrysanthemum, The BJ Queen e John Kruk) si trasferiscono nella casa degli Aqua Teen e catturano l'interesse di Carl.
- Guest star: Neko Case (Chrysanthemum), Kelly Hogan (BJ Queen), John Kruk (se stesso).

## Couples Skate
- Diretto da: Dave Willis e Matt Maiellaro
- Scritto da: Dave Willis e Matt Maiellaro

### Trama
Gli Aqua Teen cercano di scappare dai bozzoli dei ragni di Markula. Nel frattempo, Carl ottiene un altro nuovo vicino, un enorme demone di nome Paul che sta attraversando una difficile battaglia per la custodia.
- Altri interpreti: Shawn Coleman (Paul), Ned Hastings (se stesso).

## Reedickyoulus
- Diretto da: Dave Willis e Matt Maiellaro
- Scritto da: Dave Willis, Matt Maiellaro, Thom Foolery e Ted Murphy

### Trama
Il nuovo dispositivo di allungamento per il pene di Carl produce alcuni effetti collaterali sgradevoli, tra cui rifiuti umani radioattivi. La contaminazione porta gli animali domestici deceduti di Polpetta a risorgere dalla terra, col potere di zombificare sessualmente qualsiasi essere vivente, i quali si vendicano contro Frullo per averli fatti esplodere nel microonde. La scimmia zombificata ha una malattia venerea, tuttavia Frullo non sembra interessargliene particolarmente e dopo essere andato a fare del "sesso libero", ritorna zombificato e infetto da malattie sessualmente trasmissibili con un insaziabile appetito per i cervelli. Fritto chiama il telefono amico e gli dicono di far aspettare Frullo fuori. Frullo viene preso quindi da degli zombie omosessali da un party bus e dopo un addio in lacrime, viene portato via. Successivamente, Polpetta decide di fumarsi la sua prima sigaretta e mentre Fritto avverte una perdita di gas, la casa degli Aqua Teen esplode.

## Hoppy Bunny
- Diretto da: Dave Willis e Matt Maiellaro
- Scritto da: Dave Willis e Matt Maiellaro

### Trama
Conseguentemente ad una truffa televisiva, Carl ordina un registratore. Arrivato a casa, mentre Carl guarda il DVD didattico incluso con il registratore, lo strumento fa fuoriuscire dei fili che entrano nella bocca di Carl e prendono possesso di tutto il suo corpo. Quindi appare uno strano essere noto come Hoppy Bunny, che gli dice di indossare uno strano costume verde. Più tardi, gli Aqua Teen sentono Carl usare il registratore fuori casa e decidono di indagare. Dopo aver trovato Carl in pessime condizioni, assieme ad Hoppy Bunny, Fritto perde interesse nella cosa e decide di andarsene. Fritto in seguito scopre che Frullo ha accettato di far ballare un gruppo di persone in costumi di animali nel giardino della loro casa. Dopo aver visto Polpetta giocare in modo strano con gli altri, Fritto decide di eseguire un test su Carl per aiutarlo. Scopre che i fili si estendono in ogni parte del corpo di Carl. Carl conduce quindi Fritto in strada, dove Carl spera di trovare un'auto per investirlo. Fritto prende la pistola di Frullo e cerca di uccidere Carl finché non si rende conto che la pistola non è caricata. Frullo consiglia a Fritto di chiamare il negozio che ha venduto il registratore a Carl, tuttavia Fritto non lo fa poiché afferma di non avere abbastanza tempo. Successivamente, Frullo ruba il gioiello posto nella schiena di Fritto, il quale afferma che il gioiello ha la "potenza di mille soli". Frullo cerca di contrattare con un commesso del banco dei pegni sul valore del gioiello, ricevendo dodici dollari e uno stereo e realizzando più tardi di essere stato vittima anch'esso di una truffa.
- Guest star: Scott Adsit (Hoppy Bunny).
- Altri interpreti: Ned Hastings, Scott Fry (commesso del banco dei pegni).
- Nota: Il conduttore della truffa televisiva è interpretato in live action dal co-creatore della serie Matt Maiellaro.

## Laser Lenses
- Diretto da: Dave Willis e Matt Maiellaro
- Scritto da: Dave Willis e Matt Maiellaro

### Trama
La megalomania di Frullo prende il sopravvento dopo che decide di rubare le lenti a contatto laser di Fritto. Gli Aqua Teen finiscono per ricevere cure mediche illegali dal cugino di Carl, Terry.
- Guest star: Vincent Pastore (Terry).

## Dummy Love
- Diretto da: Dave Willis e Matt Maiellaro
- Scritto da: Dave Willis e Matt Maiellaro

### Trama
Frullo tormenta Polpetta leggendo una storia scritta da Rob Zombie. Nel frattempo, Fritto ottiene un pacco con un manichino ventriloquo che vuole uccidere tutti. Gli Aqua Teen provano diversi modi per uccidere il manichino, ma invano continua a tornare. Decidono di dare il manichino assassino a Carl. 
- Guest star: Josh Homme (Dummy #1), T-Pain (Dummy #2).

## The Marines
- Diretto da: Dave Willis e Matt Maiellaro
- Scritto da: Dave Willis e Matt Maiellaro

### Trama
Fritto decide di fuggire in Canada quando Polpetta trascina involontariamente gli Aqua Teen nel Corpo dei Marines. Mentre Fritto si occupa di un burattino masochista, Frullo e Polpetta diserzionano e fingono di essere omosessuali per sfuggire al servizio.
- Guest star: Alexander Katz, Mike Smith, Scott Luallen (pupazzo canadese).
- Altri interpreti: George Lowe.

## Bible Fruit

Fritto e i suoi amici conosciuti su MySpace si conoscono dal vivo

- Fritto e i suoi amici conosciuti su MySpace si conoscono dal vivoDiretto da: Dave Willis e Matt Maiellaro
- Scritto da: Dave Willis e Matt Maiellaro

### Trama
Fritto decide di invitare i suoi amici di MySpace per passare una bella serata. Con sorpresa di Fritto, anche loro sono cibo antropomorfo; un mango tossicodipendente, un mandarino abusivo e una banana alcolizzata. Sebbene siano tutti cristiani rinati, l'esposizione agli Aqua Teen riporta indietro le loro vecchie abitudini.
- Guest star: David Cross (Bert Banana), H. Jon Benjamin (Mortimer Mango), Kristen Schaal (Tammy Tangerine).
- Nota: Gli amici di Fritto sono i protagonisti della serie animata spin-off Soul Quest Overdrive.